# 彼列科普 (赫尔松州)
46°18′57″N 35°1′30″E / 46.31583°N 35.02500°E
皮里柯普（烏克蘭語：Перекоп）是位於烏克蘭南部的村莊，由赫爾松州海尼切斯克區的海尼切斯克市镇負責管轄。該村始建於1926年，面積10平方公里，海拔高度12米，2001年人口82，人口密度每平方公里8.2人。